# 国鉄シキ610形貨車
国鉄シキ610形貨車（こくてつシキ610がたかしゃ）は、1962年（昭和37年）から1976年（昭和51年）にかけて5両が製造された日本国有鉄道の大物車である。

## 概略
日本車輌製造支店で1962年（昭和37年）6月20日から1976年（昭和51年）4月12日にかけて5両が製造された大型の変圧器を輸送するための貨車である。積載方法は吊り掛け式で、最大で240 t または、235 t までの変圧器を搭載することが出来る。車籍は当初日本国有鉄道であったが、1987年（昭和62年）の国鉄分割民営化に際しては、シキ612を除く4両の車が日本貨物鉄道（JR貨物）へ継承された。

## 構造
外見的にはシキ600形と酷似しており、ほとんど区別をつけることはできない。荷受梁はシキ600形と同様にガーダー構造を採用している。台車は釣合梁式3軸ボギー台車NC-4A形を合計8台24軸備えている。空気ブレーキはK弁とUC形シリンダーを組み合わせた手動積空切り替え方式のものである。
荷受梁は交換可能な構造となっている。荷受梁は2種類あり、東芝・日立製作所・富士電機の3社用のものをB1梁、三菱電機用のものをB2梁として区別する。これは、前者3社用の荷受梁のヒンジ形状が同じであったが、三菱電機用のもののみヒンジ形状が違っていたためである。
|      | 車体長（空車時） | 最大積載重量 |
| ---- | ---------------- | ------------ |
| B1梁 | 32,210 mm        | 240 トン     |
| B2梁 | 33,100 mm        | 235 トン     |

　
B1梁・B2梁装着時の違いは上の表の通りである。どちらも、運転最高速度は空車時75 km/h、積車時45 km/hである。

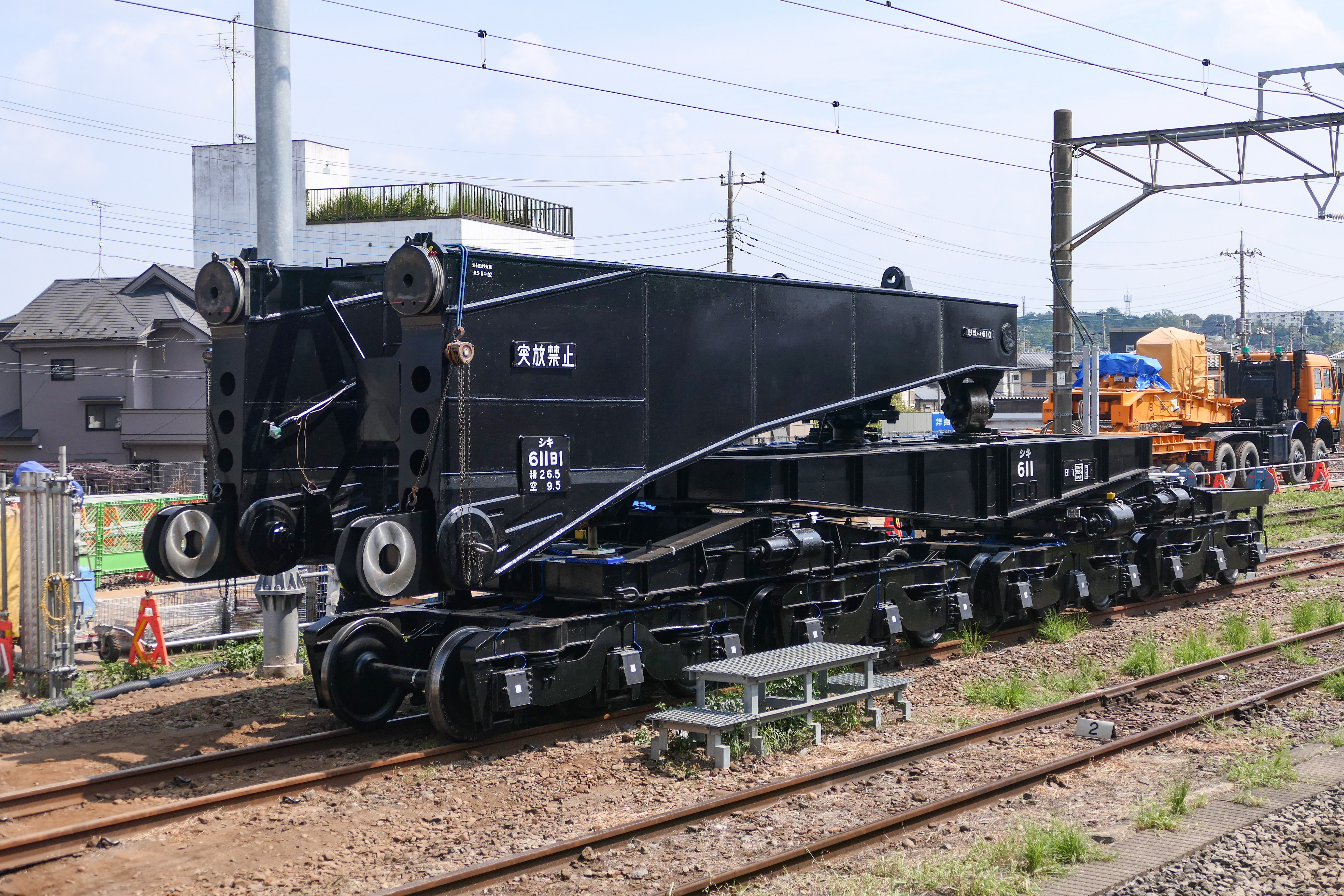
シキ611 B1梁
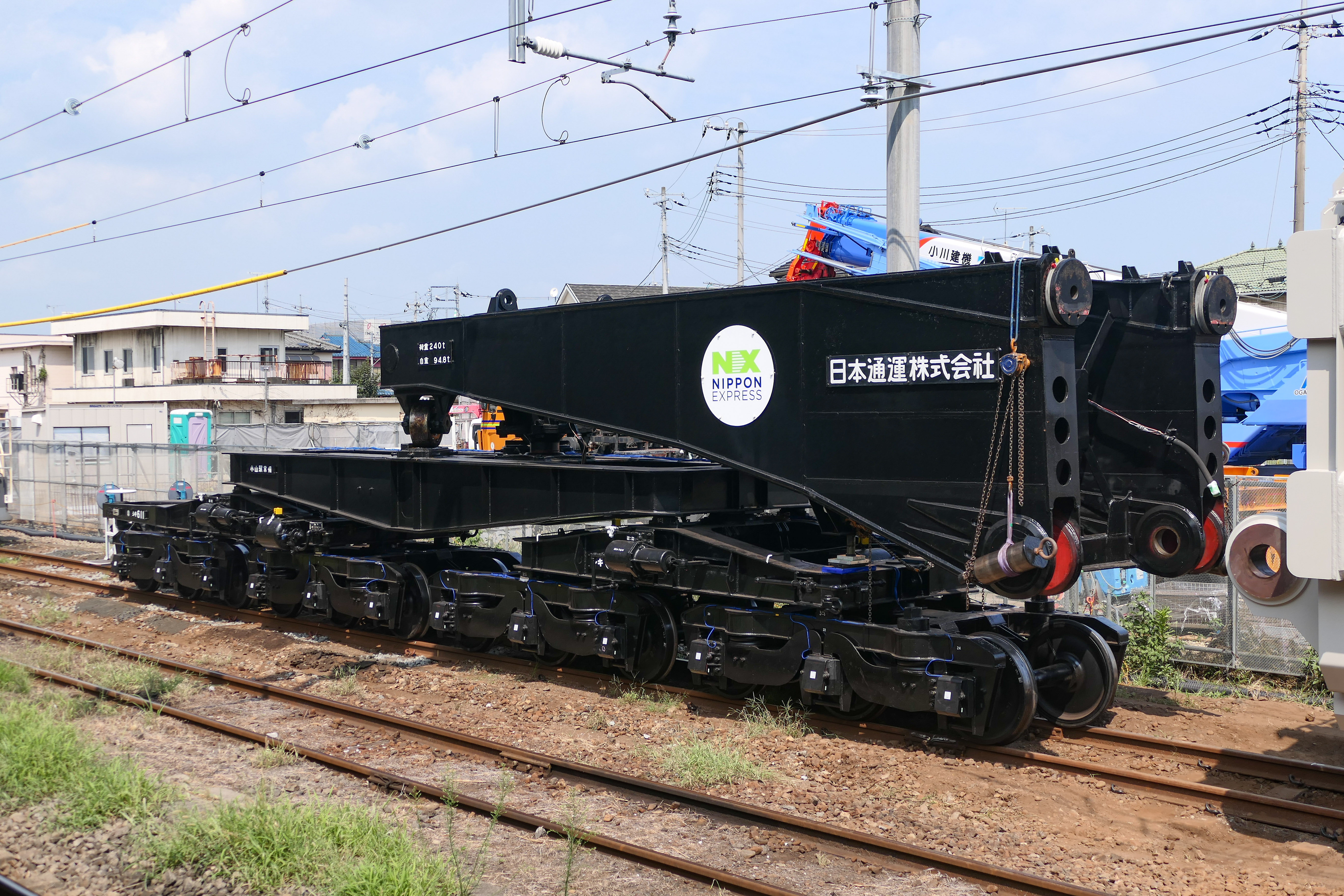
シキ611 B2梁

## 変遷

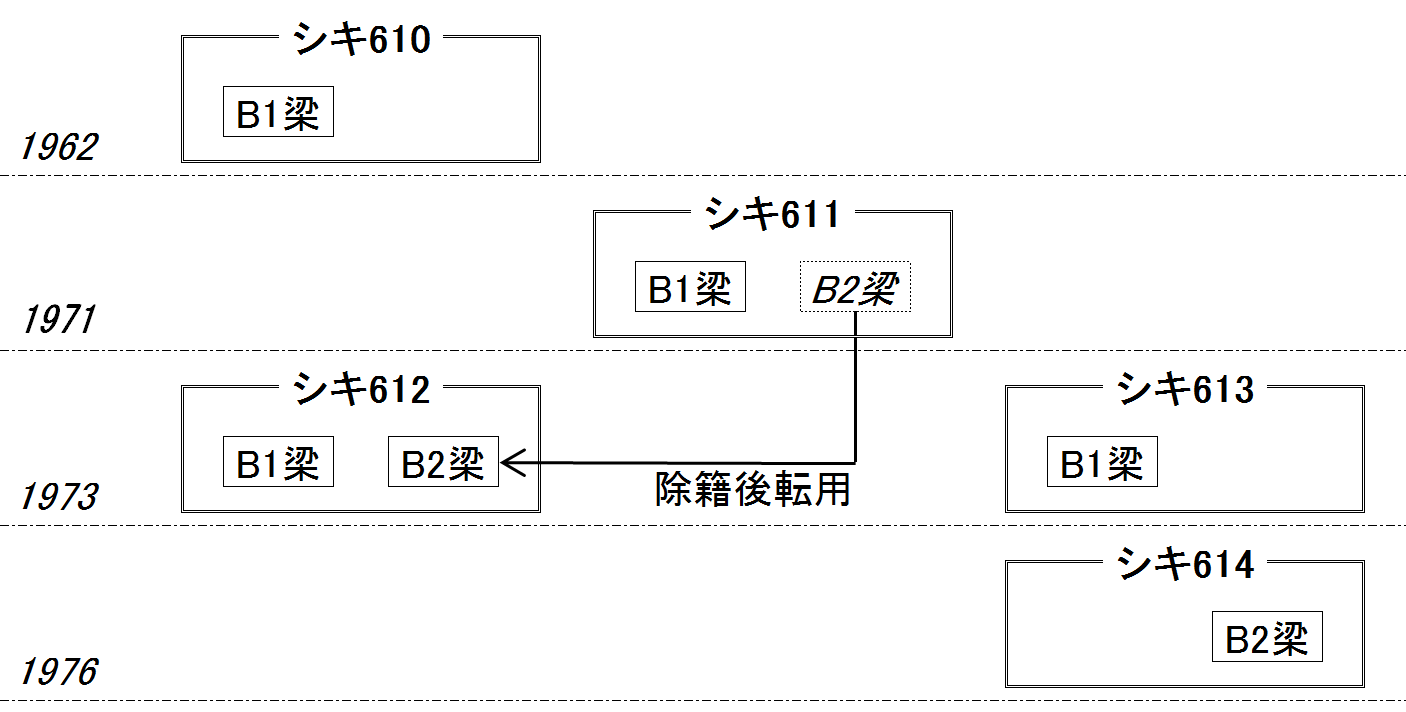
番号ごとの製作年・荷受梁の関係
[http://upload.wikimedia.org/wikipedia/commons/4/40/JNR_Shiki610_family_tree.PNG 大きな画像

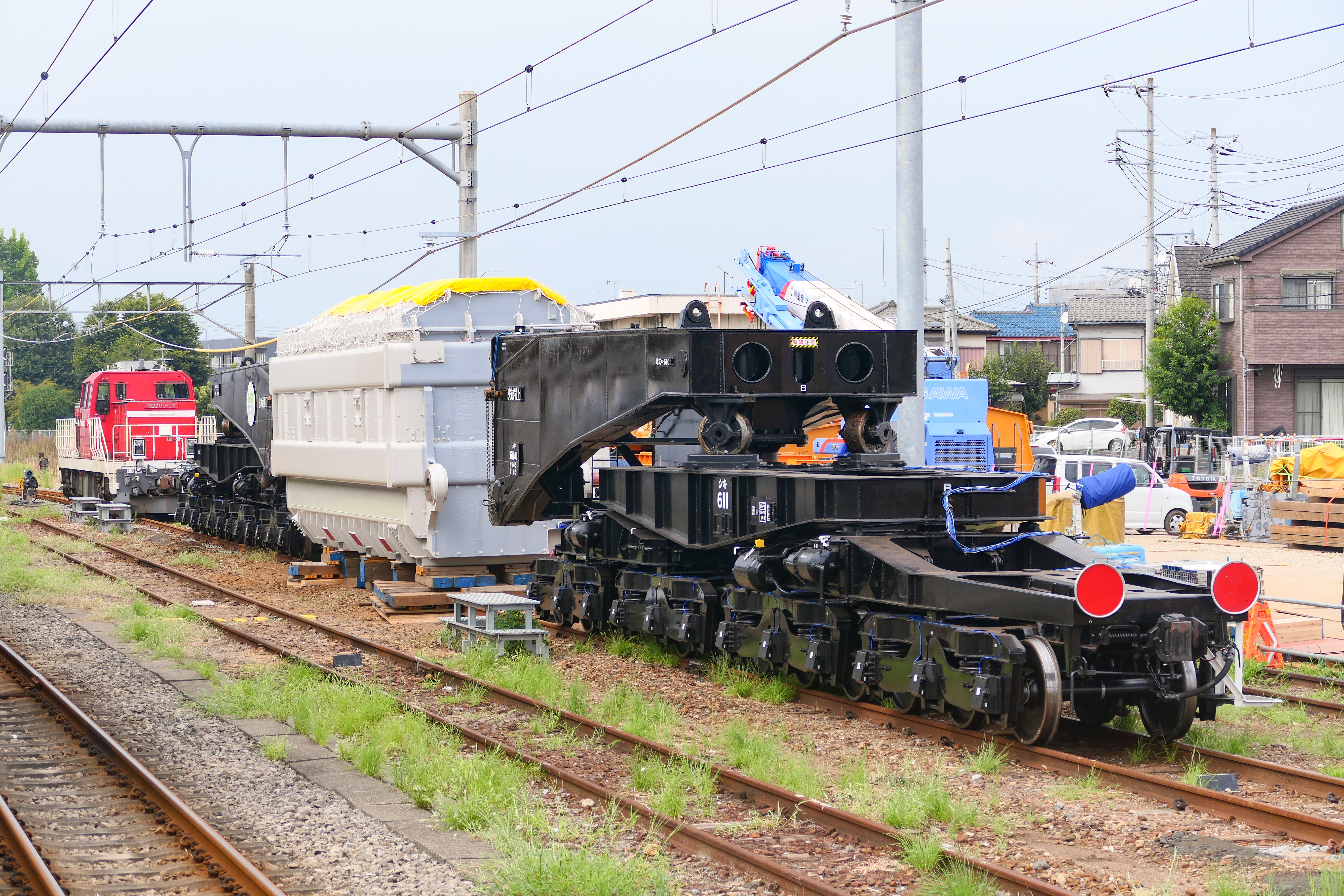
変圧器を搭載したシキ611
（2024年9月8日 高麗川駅）

トップナンバーのシキ610は、1962年（昭和37年）6月20日に製造された240 t積み吊り掛け式大物車で、東芝所有の私有貨車である。その後、重電メーカーが所有する変圧器輸送用の大物車は輸送頻度が少なかったことから、各社で大物車を共通利用することになり、日本通運所有の大物車としてシキ611からシキ614までが製造された。まず、シキ611用のB1梁・B2梁（シキ611B1・シキ611B2）が1971年（昭和46年）6月11日に製造され、続いて1973年（昭和48年）1月19日にシキ611B2を一旦除籍して、この梁に組み合わせる下回りを新規に製作してシキ612とした。同年7月から8月にかけて、シキ612用のB1梁が製作されてシキ612B1となり、元のシキ612の梁がシキ612B2となるとともに、さらにB1梁のみのシキ613が製作された。1976年（昭和51年）4月12日にB2梁専用のシキ614が製作された。
- シキ610

落成時は新芝浦駅常備。1981年（昭和56年）11月に末広町駅へ移動した。所有者は1983年（昭和58年）11月に東芝物流に名義変更され、2002年（平成14年）度に廃車された。
- シキ611

落成時は新芝浦駅常備。1982年（昭和57年）2月に末広町駅へ移動し、1986年（昭和61年）3月に小山駅へ移動。2024年（令和6年）現在も運用中である。
- シキ612

落成時は塚口駅常備。1978年（昭和53年）6月に西浜信号場へ移動した。B1梁・B2梁ともに1987年（昭和62年）1月12日に廃車となった。
- シキ613

落成時は常陸多賀駅常備。1984年（昭和59年）2月に日立駅へ移動し、1991年（平成3年）2月に小山駅へ移動したが2005年（平成17年）3月に廃車となった。
- シキ614

落成時から西浜信号場常備で、2001年（平成13年）7月に廃車となった。